# Сура Аз-Заріят
Сура Аз-Заріят (араб. سورة الذاريات‎) або Розсіюючі — п'ятдесят перша сура Корану. Мекканська, містить 60 аятів.